# Guillem de Queralt i de Castellnou
Guillem de Queralt i de Castellnou (ca. 1302-1327) va ser baró de Santa Coloma, fill de Pere de Queralt i d’Anglesola i Francesca de Castellnou, casats vers 1302.
El 1319 consta documentat a Santa Coloma de Queralt. Tres anys més tard, apareix com a testimoni a Lleida en la donació que Jaume II fa a l’infant Pere del comtat de Ribagorça (1322).
Amb el seu pare es desplaça a la guerra de Sardenya per combatre contra els pisans. Pere mor en guerra el 1323 o 1324; com a indemnització, el monarca li concedeix la jurisdicció de Sant Gallard. La mort de Guillem tampoc tarda a produir-se, el 1327. Si bé les circumstàncies de la seva mort no són clares, va acusar-se a Arnau Roger II de Pallars, cunyat de l’infant Alfons, d’haver-lo assassinat.